# Formule 1 v roce 1988
Po předchozím ročníku, který ovládly vozy Williamsu, byl čas na předání štafety dalšímu britskému týmu. Sezona 1988 se zapsala zejména do srdcí fanoušků stáje McLaren. Oba jezdci doslova opanovali přední příčky a podle slov ostatních jezdili v úplně jiném světě. Jediné první místo, které McLaren přepustil konkurenční stáji, bylo ve Velké ceně Itálie, kterou vyhrál domácí tým Ferrari těžící z technických problémů vozu z Wokingu. Absolutní převaha britských vozů s japonským pohonem byla jasně patrná na všech typech závodních tratí. Scénář většiny závodů byl následující: První dvě místa obsadili jedci McLarenu, přičemž ještě stihli nadělit většině soupeřů minimálně jedno kolo - výjimkou nebylo ani kolo pro třetího jezdce v pořadí.

## Pravidla
Boduje prvních 6 jezdců podle klíče:
- První - 9 bodů
- Druhý - 6 bodů
- Třetí - 4 body
- Čtvrtý - 3 body
- Pátý - 2 body
- Šestý - 1 bod

Do celkového pořadí poháru jezdců se započítává pouze 11 nejlepších výsledků.
Do poháru konstruktérů jsou započítány všechny výsledky.

## Složení týmů
Složení týmů a jezdců pro sezónu 1988:
| Tým                                  | Konstruktér | Šasi         | Motor         | Pneu | č. | Pilot                 |
| ------------------------------------ | ----------- | ------------ | ------------- | ---- | -- | --------------------- |
| Camel Team Lotus Honda               | Lotus       | 100T         | Honda         | G    | 1  | Nelson Piquet         |
| Camel Team Lotus Honda               | Lotus       | 100T         | Honda         | G    | 2  | Satoru Nakadžima      |
| Tyrell Racing Organisation           | Tyrrell     | 017          | Ford Cosworth | G    | 3  | Jonathan Palmer       |
| Tyrell Racing Organisation           | Tyrrell     | 017          | Ford Cosworth | G    | 4  | Julian Bailey         |
| Williams Grand Prix Engineering      | Williams    | FW12         | Judd          | G    | 5  | Nigel Mansell         |
| Williams Grand Prix Engineering      | Williams    | FW12         | Judd          | G    | 5  | Martin Brundle        |
| Williams Grand Prix Engineering      | Williams    | FW12         | Judd          | G    | 5  | Jean-Louis Schlesser  |
| Williams Grand Prix Engineering      | Williams    | FW12         | Judd          | G    | 6  | Riccardo Patrese      |
| Zakspeed Racing                      | Zakspeed    | 881          | Zakspeed      | G    | 9  | Piercarlo Ghinzani    |
| Zakspeed Racing                      | Zakspeed    | 881          | Zakspeed      | G    | 10 | Bernd Schneider       |
| Marlboro McLaren International Honda | McLaren     | MP4/4        | Honda         | G    | 11 | Ayrton Senna          |
| Marlboro McLaren International Honda | McLaren     | MP4/4        | Honda         | G    | 12 | Alain Prost           |
| Team AGS                             | AGS         | JH22 JH23    | Ford Cosworth | G    | 14 | Philippe Streiff      |
| Leyton House March Racing Team       | March       | 881          | Judd          | G    | 15 | Mauricio Gugelmin     |
| Leyton House March Racing Team       | March       | 881          | Judd          | G    | 16 | Ivan Capelli          |
| Arrows Racing Team                   | Arrows      | A10B         | Megatron      | G    | 17 | Derek Warwick         |
| Arrows Racing Team                   | Arrows      | A10B         | Megatron      | G    | 18 | Eddie Cheever         |
| Benetton Formula                     | Benetton    | B188         | Ford Cosworth | G    | 19 | Alessandro Nannini    |
| Benetton Formula                     | Benetton    | B188         | Ford Cosworth | G    | 20 | Thierry Boutsen       |
| Osella Squadra Corse                 | Osella      | FA1I FA1L    | Osella        | G    | 21 | Nicola Larini         |
| Rial Racing                          | Rial        | ARC1         | Ford Cosworth | G    | 22 | Andrea de Cesaris     |
| Minardi Team                         | Minardi     | M188         | Ford Cosworth | G    | 23 | Adrian Campos         |
| Minardi Team                         | Minardi     | M188         | Ford Cosworth | G    | 23 | Pierluigi Martini     |
| Minardi Team                         | Minardi     | M188         | Ford Cosworth | G    | 24 | Luis Perez-Sala       |
| Equipe Ligier                        | Ligier      | JS31         | Judd          | G    | 25 | René Arnoux           |
| Equipe Ligier                        | Ligier      | JS31         | Judd          | G    | 26 | Stefan Johansson      |
| Scuderia Ferrari                     | Ferrari     | F187/88C     | Ferrari       | G    | 27 | Michele Alboreto      |
| Scuderia Ferrari                     | Ferrari     | F187/88C     | Ferrari       | G    | 28 | Gerhard Berger        |
| Larrousse & Calmels F1               | Lola        | LC88         | Ford Cosworth | G    | 29 | Yannick Dalmas        |
| Larrousse & Calmels F1               | Lola        | LC88         | Ford Cosworth | G    | 29 | Pierre-Henri Raphanel |
| Larrousse & Calmels F1               | Lola        | LC88         | Ford Cosworth | G    | 29 | Aguri Suzuki          |
| Larrousse & Calmels F1               | Lola        | LC88         | Ford Cosworth | G    | 30 | Philippe Alliot       |
| Coloni Racing                        | Coloni      | FC188 FC188B | Ford Cosworth | G    | 31 | Gabriele Tarquini     |
| Eurobrun Racing                      | Euro Brun   | ER188        | Ford Cosworth | G    | 32 | Oscar Larrauri        |
| Eurobrun Racing                      | Euro Brun   | ER188        | Ford Cosworth | G    | 33 | Stefano Modena        |
| Scuderia Italia                      | Dallara     | Dallara 188  | Ford Cosworth | G    | 36 | Alex Caffi            |

## Velké ceny
| Datum                | Grand Prix                                  | Náhled | Akce               | Jezdec              | Vůz                 | Stav MS      |
| -------------------- | ------------------------------------------- | ------ | ------------------ | ------------------- | ------------------- | ------------ |
| 1. GP 3. dubna       | Brazílie Jacarepaguá (Výsledky)             |        | Závod              | Alain Prost         | McLaren-Honda MP4/4 | Alain Prost  |
| 1. GP 3. dubna       | Brazílie Jacarepaguá (Výsledky)             | Kolo   | Gerhard Berger     | Ferrari F188C       |                     | Alain Prost  |
| 1. GP 3. dubna       | Brazílie Jacarepaguá (Výsledky)             | Pole   | Ayrton Senna       | McLaren-Honda MP4/4 |                     | Alain Prost  |
| 2. GP 1. května      | San Marino Imola (Výsledky)                 |        | Závod              | Ayrton Senna        | McLaren-Honda MP4/4 | Alain Prost  |
| 2. GP 1. května      | San Marino Imola (Výsledky)                 | Kolo   | Alain Prost        | McLaren-Honda MP4/4 |                     | Alain Prost  |
| 2. GP 1. května      | San Marino Imola (Výsledky)                 | Pole   | Ayrton Senna       | McLaren-Honda MP4/4 |                     | Alain Prost  |
| 3. GP 15. května     | Monako Circuit de Monaco (Výsledky)         |        | Závod              | Alain Prost         | McLaren-Honda MP4/4 | Alain Prost  |
| 3. GP 15. května     | Monako Circuit de Monaco (Výsledky)         | Kolo   | Ayrton Senna       | McLaren-Honda MP4/4 |                     | Alain Prost  |
| 3. GP 15. května     | Monako Circuit de Monaco (Výsledky)         | Pole   | Ayrton Senna       | McLaren-Honda MP4/4 |                     | Alain Prost  |
| 4. GP 29. května     | Mexiko Hermanos Rodríguez (Výsledky)        |        | Závod              | Alain Prost         | McLaren-Honda MP4/4 | Alain Prost  |
| 4. GP 29. května     | Mexiko Hermanos Rodríguez (Výsledky)        | Kolo   | Alain Prost        | McLaren-Honda MP4/4 |                     | Alain Prost  |
| 4. GP 29. května     | Mexiko Hermanos Rodríguez (Výsledky)        | Pole   | Ayrton Senna       | McLaren-Honda MP4/4 |                     | Alain Prost  |
| 5. GP 12. června     | Kanada Circuit Gilles Villeneuve (Výsledky) |        | Závod              | Ayrton Senna        | McLaren-Honda MP4/4 | Alain Prost  |
| 5. GP 12. června     | Kanada Circuit Gilles Villeneuve (Výsledky) | Kolo   | Ayrton Senna       | McLaren-Honda MP4/4 |                     | Alain Prost  |
| 5. GP 12. června     | Kanada Circuit Gilles Villeneuve (Výsledky) | Pole   | Ayrton Senna       | McLaren-Honda MP4/4 |                     | Alain Prost  |
| 6. GP 19. června     | Detroit (Výsledky)                          |        | Závod              | Ayrton Senna        | McLaren-Honda MP4/4 | Alain Prost  |
| 6. GP 19. června     | Detroit (Výsledky)                          | Kolo   | Alain Prost        | McLaren-Honda MP4/4 |                     | Alain Prost  |
| 6. GP 19. června     | Detroit (Výsledky)                          | Pole   | Ayrton Senna       | McLaren-Honda MP4/4 |                     | Alain Prost  |
| 7. GP 3. července    | Francie Paul-Ricard (Výsledky)              |        | Závod              | Alain Prost         | McLaren-Honda MP4/4 | Alain Prost  |
| 7. GP 3. července    | Francie Paul-Ricard (Výsledky)              | Kolo   | Alain Prost        | McLaren-Honda MP4/4 |                     | Alain Prost  |
| 7. GP 3. července    | Francie Paul-Ricard (Výsledky)              | Pole   | Alain Prost        | McLaren-Honda MP4/4 |                     | Alain Prost  |
| 8. GP 10. července   | Velká Británie Silverstone (Výsledky)       |        | Závod              | Ayrton Senna        | McLaren-Honda MP4/4 | Alain Prost  |
| 8. GP 10. července   | Velká Británie Silverstone (Výsledky)       | Kolo   | Nigel Mansell      | Williams-Judd FW12  |                     | Alain Prost  |
| 8. GP 10. července   | Velká Británie Silverstone (Výsledky)       | Pole   | Gerhard Berger     | Ferrari F188C       |                     | Alain Prost  |
| 9. GP 24. července   | Německo Hockenheimring (Výsledky)           |        | Závod              | Ayrton Senna        | McLaren-Honda MP4/4 | Alain Prost  |
| 9. GP 24. července   | Německo Hockenheimring (Výsledky)           | Kolo   | Alessandro Nannini | Benetton-Ford B188  |                     | Alain Prost  |
| 9. GP 24. července   | Německo Hockenheimring (Výsledky)           | Pole   | Ayrton Senna       | McLaren-Honda MP4/4 |                     | Alain Prost  |
| 10. GP 7. srpna      | Maďarsko Hungaroring (Výsledky)             |        | Závod              | Ayrton Senna        | McLaren-Honda MP4/4 | Ayrton Senna |
| 10. GP 7. srpna      | Maďarsko Hungaroring (Výsledky)             | Kolo   | Alain Prost        | McLaren-Honda MP4/4 |                     | Ayrton Senna |
| 10. GP 7. srpna      | Maďarsko Hungaroring (Výsledky)             | Pole   | Ayrton Senna       | McLaren-Honda MP4/4 |                     | Ayrton Senna |
| 11. GP 28. srpna     | Belgie Spa-Francorchamps (Výsledky)         |        | Závod              | Ayrton Senna        | McLaren-Honda MP4/4 | Ayrton Senna |
| 11. GP 28. srpna     | Belgie Spa-Francorchamps (Výsledky)         | Kolo   | Gerhard Berger     | Ferrari F188C       |                     | Ayrton Senna |
| 11. GP 28. srpna     | Belgie Spa-Francorchamps (Výsledky)         | Pole   | Ayrton Senna       | McLaren-Honda MP4/4 |                     | Ayrton Senna |
| 12. GP 11. září      | Itálie Monza (Výsledky)                     |        | Závod              | Gerhard Berger      | Ferrari F188C       | Ayrton Senna |
| 12. GP 11. září      | Itálie Monza (Výsledky)                     | Kolo   | Michele Alboreto   | Ferrari F188C       |                     | Ayrton Senna |
| 12. GP 11. září      | Itálie Monza (Výsledky)                     | Pole   | Ayrton Senna       | McLaren-Honda MP4/4 |                     | Ayrton Senna |
| 13. GP 25. září      | Portugalsko Estoril (Výsledky)              |        | Závod              | Alain Prost         | McLaren-Honda MP4/4 | Alain Prost  |
| 13. GP 25. září      | Portugalsko Estoril (Výsledky)              | Kolo   | Gerhard Berger     | Ferrari F188C       |                     | Alain Prost  |
| 13. GP 25. září      | Portugalsko Estoril (Výsledky)              | Pole   | Alain Prost        | McLaren-Honda MP4/4 |                     | Alain Prost  |
| 14. GP 2. října      | Španělsko Jerez (Výsledky)                  |        | Závod              | Alain Prost         | McLaren-Honda MP4/4 | Alain Prost  |
| 14. GP 2. října      | Španělsko Jerez (Výsledky)                  | Kolo   | Alain Prost        | McLaren-Honda MP4/4 |                     | Alain Prost  |
| 14. GP 2. října      | Španělsko Jerez (Výsledky)                  | Pole   | Ayrton Senna       | McLaren-Honda MP4/4 |                     | Alain Prost  |
| 15. GP 30. října     | Japonsko Suzuka (Výsledky)                  |        | Závod              | Ayrton Senna        | McLaren-Honda MP4/4 | Ayrton Senna |
| 15. GP 30. října     | Japonsko Suzuka (Výsledky)                  | Kolo   | Ayrton Senna       | McLaren-Honda MP4/4 |                     | Ayrton Senna |
| 15. GP 30. října     | Japonsko Suzuka (Výsledky)                  | Pole   | Ayrton Senna       | McLaren-Honda MP4/4 |                     | Ayrton Senna |
| 16. GP 13. listopadu | Austrálie Adelaide (Výsledky)               |        | Závod              | Alain Prost         | McLaren-Honda MP4/4 | Ayrton Senna |
| 16. GP 13. listopadu | Austrálie Adelaide (Výsledky)               | Kolo   | Alain Prost        | McLaren-Honda MP4/4 |                     | Ayrton Senna |
| 16. GP 13. listopadu | Austrálie Adelaide (Výsledky)               | Pole   | Ayrton Senna       | McLaren-Honda MP4/4 |                     | Ayrton Senna |

## Konečné hodnocení

### Piloti
| *  | Jezdec                | BRA  | SMR | MON | MEX | CAN | USA | FRA | GBR | GER | HUN | BEL | ITA | POR | ESP | JPN | AUS  | Body      |
| -- | --------------------- | ---- | --- | --- | --- | --- | --- | --- | --- | --- | --- | --- | --- | --- | --- | --- | ---- | --------- |
| 1  | Ayrton Senna          | DSQ  | 1   | Ret | 2   | 1   | 1   | 2   | 1   | 1   | 1   | 1   | 10  | 6   | 4   | 1   | 2    | 90 (94)¹  |
| 2  | Alain Prost           | 1    | 2   | 1   | 1   | 2   | 2   | 1   | Ret | 2   | 2   | 2   | Ret | 1   | 1   | 2   | 1    | 87 (105)¹ |
| 3  | Gerhard Berger        | 2    | 5   | 2   | 3   | Ret | Ret | 4   | 9   | 3   | 4   | Ret | 1   | Ret | 6   | 4   | Ret  | 41        |
| 4  | Thierry Boutsen       | 7    | 4   | 8   | 8   | 3   | 3   | Ret | Ret | 6   | 3   | DSQ | 6   | 3   | 9   | 3   | 5    | 27        |
| 5  | Michele Alboreto      | 5    | 18  | 3   | 4   | Ret | Ret | 3   | 17  | 4   | Ret | Ret | 2   | 5   | Ret | 11  | Ret  | 24        |
| 6  | Nelson Piquet         | 3    | 3   | Ret | Ret | 4   | Ret | 5   | 5   | Ret | 8   | 4   | Ret | Ret | 8   | Ret | 3    | 22        |
| 7  | Ivan Capelli          | Ret  | Ret | 10  | 16  | 5   | DNS | 9   | Ret | 5   | Ret | 3   | 5   | 2   | Ret | Ret | 6    | 17        |
| 8  | Derek Warwick         | 4    | 9   | 4   | 5   | 7   | Ret | Ret | 6   | 7   | Ret | 5   | 4   | 4   | Ret | Ret | Ret  | 17        |
| 9  | Nigel Mansell         | Ret  | Ret | Ret | Ret | Ret | Ret | Ret | 2   | Ret | Ret |     |     | Ret | 2   | Ret | Ret  | 12        |
| 10 | Alessandro Nannini    | Ret  | 6   | Ret | 7   | Ret | Ret | 6   | 3   | 18  | Ret | DSQ | 9   | Ret | 3   | 5   | Ret  | 12        |
| 11 | Riccardo Patrese      | Ret  | 13  | 6   | Ret | Ret | Ret | Ret | 8   | Ret | 6   | Ret | 7   | Ret | 5   | 6   | 4    | 8         |
| 12 | Eddie Cheever         | 8    | 7   | Ret | 6   | Ret | Ret | 11  | 7   | 10  | Ret | 6   | 3   | Ret | Ret | Ret | Ret  | 6         |
| 13 | Mauricio Gugelmin     | Ret  | 15  | Ret | Ret | Ret | Ret | 8   | 4   | 8   | 5   | Ret | 8   | Ret | 7   | 10  | Ret  | 5         |
| 14 | Jonathan Palmer       | Ret  | 14  | 5   | DNQ | 6   | 5   | Ret | Ret | 11  | Ret | 12  | DNQ | Ret | Ret | 12  | Ret  | 5         |
| 15 | Andrea de Cesaris     | Ret  | Ret | Ret | Ret | 9   | 4   | 10  | Ret | 13  | Ret | Ret | Ret | Ret | Ret | Ret | 8    | 3         |
| 16 | Satoru Nakadžima      | 6    | 8   | DNQ | Ret | 11  | DNQ | 7   | 10  | 9   | 7   | Ret | Ret | Ret | Ret | 7   | Ret  | 1         |
| 17 | Pierluigi Martini     |      |     |     |     |     | 6   | 15  | 15  | DNQ | Ret | DNQ | Ret | Ret | Ret | 13  | 7    | 1         |
| 18 | Yannick Dalmas        | Ret  | 12  | 7   | 9   | DNQ | 7   | 13  | 13  | 19  | 9   | Ret | Ret | Ret | 11  |     |      | 0         |
| 19 | Alex Caffi            | DNPQ | Ret | Ret | Ret |     | 8   | 12  | 11  | 15  | Ret | 8   | Ret | 7   | 10  | Ret | Ret  | 0         |
| 20 | Martin Brundle        |      |     |     |     |     |     |     |     |     |     | 7   |     |     |     |     |      | 0         |
| 21 | Philippe Streiff      | Ret  | 10  | Ret | 12  | Ret | Ret | Ret | Ret | Ret | Ret | 10  | Ret | 9   | Ret | 8   | 11   | 0         |
| 22 | Luis Perez-Sala       | Ret  | 11  | Ret | 11  | 13  | Ret | NC  | Ret | DNQ | 10  | DNQ | Ret | 8   | 12  | 15  | Ret  | 0         |
| 23 | Gabriele Tarquini     | Ret  | Ret | Ret | 14  | 8   | DNQ |     |     |     | 13  | Ret | DNQ | 11  |     |     | DNQ  | 0         |
| 24 | Philippe Alliot       | Ret  | 17  | Ret | Ret | 10  | Ret | Ret | 14  | Ret | 12  | 9   | Ret | Ret | 14  | 9   | 10   | 0         |
| 25 | Stefan Johansson      | 9    | DNQ | Ret | 10  | Ret | Ret | DNQ | DNQ | DNQ | Ret | 11  | DNQ | Ret | Ret | DNQ | 9    | 0         |
| 26 | Julian Bailey         | DNQ  | Ret |     | DNQ | Ret | 9   | DNQ | 16  | DNQ | DNQ | DNQ | 12  | DNQ | DNQ | 14  | DNQ  | 0         |
| 27 | Nicola Larini         | DNQ  | DSQ | 9   | DNQ | DNQ | Ret | Ret | 19  | Ret |     | Ret | Ret | 12  | Ret | Ret | DNPQ | 0         |
| 28 | René Arnoux           | Ret  | DNQ | Ret | Ret | Ret | Ret | DNQ | 18  | 17  | Ret | Ret | 13  | 10  | Ret | 17  | Ret  | 0         |
| 29 | Stefano Modena        | Ret  | NC  | DSQ | DSQ | 12  | Ret | 14  | 12  | Ret | 11  | DNQ | DNQ | DNQ | 13  | DNQ | Ret  | 0         |
| 30 | Jean-Louis Schlesser  |      |     |     |     |     |     |     |     |     |     |     | 11  |     |     |     |      | 0         |
| 31 | Bernd Schneider       | DNQ  |     | DNQ | Ret | DNQ | DNQ | Ret | DNQ | 12  | DNQ | 13  | Ret | DNQ | DNQ | Ret | DNQ  | 0         |
| 32 | Oscar Larrauri        | Ret  | DNQ | Ret | 13  | Ret | Ret | Ret | DNQ | 16  | DNQ |     |     |     | DNQ | DNQ | Ret  | 0         |
| 33 | Piercarlo Ghinzani    | DNQ  | Ret | Ret | 15  | 14  | DNQ | DSQ | DNQ | 14  | DNQ | Ret | Ret | DNQ | DNQ | DNQ | Ret  | 0         |
| 34 | Adrián Campos         | Ret  | 16  | DNQ |     | DNQ |     |     |     |     |     |     |     |     |     |     |      | 0         |
| 35 | Aguri Suzuki          |      |     |     |     |     |     |     |     |     |     |     |     |     |     | 16  |      | 0         |
| —  | Pierre-Henri Raphanel |      |     |     |     |     |     |     |     |     |     |     |     |     |     |     | DNQ  | 0         |
| *  | Pilot                 | BRA  | SMR | MON | MEX | CAN | USA | FRA | GBR | GER | HUN | BEL | ITA | POR | ESP | JPN | AUS  | Body      |

| Legenda k tabulce | Legenda k tabulce                                                                       |
| Barva             | Výsledek                                                                                |
| ----------------- | --------------------------------------------------------------------------------------- |
| Zlatá             | Vítěz                                                                                   |
| Stříbrná          | 2. místo                                                                                |
| Bronzová          | 3. místo                                                                                |
| Zelená            | Bodované umístění                                                                       |
| Modrá             | Nebodované umístění                                                                     |
| Modrá             | Dokončil neklasifikován (NC)                                                            |
| Fialová           | Odstoupil (Ret)                                                                         |
| Červená           | Nekvalifikoval se (DNQ)                                                                 |
| Červená           | Nepředkvalifikoval se (DNPQ)                                                            |
| Černá             | Diskvalifikován (DSQ)                                                                   |
| Bílá              | Nestartoval (DNS)                                                                       |
| Bílá              | Závod zrušen (C)                                                                        |
| Světle modrá      | Pouze trénoval (PO)                                                                     |
| Světle modrá      | Páteční testovací jezdec (TD)                                                           |
| Bez barvy         | Netrénoval (DNP)                                                                        |
| Bez barvy         | Vyřazen (EX)                                                                            |
| Bez barvy         | Nepřijel (DNA)                                                                          |
| Bez barvy         | Odvolal účast (WD)                                                                      |
| Bez barvy         | Nezúčastnil se (prázdné)                                                                |
| Označení          | Význam                                                                                  |
| Tučnost           | Pole position                                                                           |
| Kurzíva           | Nejrychlejší kolo                                                                       |
| †                 | Jezdec nedojel do cíle, ale byl klasifikován, protože odjel více než 90 % délky závodu. |
| ‡                 | Byl udělován poloviční počet bodů, protože bylo odjeto méně než 75 % délky závodu.      |
| Horní index       | Umístění bodujících jezdců ve sprintu                                                   |

¹ viz pravidla